# Vladimír Václavek
Vladimír Václavek (ur. 16 grudnia 1959 w Rýmařov) – czeski muzyk, kompozytor, instrumentalista, wokalista. Karierę na czeskiej scenie alternatywnej rozpoczął w latach 80. od gry na gitarze basowej. Był członkiem i liderem zespołów: Dunaj, E, Arminius, Klar, Rale. Przez wiele lat współpracował z Ivą Bittovą.

## Dyskografia
- Dunaj - Iva Bittová & Dunaj  (1988)
- E - live  (1990)
- Dunaj - Rosol  (1991)
- Arminius - Arminius  (1992)
- Dunaj - Dudlay  (1993)
- Dunaj - IV.  (1994)
- Vladimír Václavek - Jsem hlína, jsem strom, jsem stroj  (1994)
- E - I adore Nothing (1994)
- Rale - Rale  (Wolf Records 1994)
- Dunaj - Pustit musíš  (1995)
- Klar - Motten  (1995)
- Dunaj - La la lai  (1996)
- Václavek / Ostřanský / Jelínková  - Domácí lékař  (1996)
- Bittová & Václavek - Bílé inferno (1997)
- Klar - live  (1997)
- Rale - Až zahřmí  (1998)
- Rale - Twilight / Soumrak  (2000)
- Iva Bittová - Čikori  (2001)
- Klar - Between Coma and Consciousness  (2002)
- V.R.M. - Na druhé straně  (2002)
- Vladimír Václavek - Písně nepísně  (2003)
- Vladimír Václavek - Ingwe  (2005)
- Vladimír Václavek & Miloš Dvořáček - Život je pulsující píseň (2007)
- Vladimír Václavek - Živě  (album koncertowy) (2011)
- Vladimír Václavek & Pavel Šmíd - FLY… TAK LEŤ! (2020) - album ufundowany w crowdfundingu[2]